# گلم راک
گلَم راک (انگلیسی: Glam rock) یکی از زیرشاخه‌های موسیقی راک و پاپ است که اوایل دهه ۱۹۷۰ میلادی در بریتانیا ظهور کرد. از مؤلفه‌های این سبک آمیختن مد و موسیقی همراه با آرایش غلیظ و پوشیدن لباس‌های پرزرق‌وبرق و پوتین‌های پاشنه‌بلند توسط موسیقی‌دانانی بود که نماد نقش‌های جنسیتی تازه و هویت‌های کمپ یا آندروجینی به‌شمار می‌رفتند.
گلم راک در میانهٔ دهه ۱۹۷۰ به اوج محبوبیت رسید و تا پایان همان دهه فرونشست، اما تأثیر فراوانی در شکل‌گیری سبک‌هایی نظیر پانک راک، گلم متال، رمانتیسم نو و گوتیک راک داشت.
از گروه‌ها و هنرمندان بزرگ این سبک در بریتانیا می‌توان به سیلور، مارک بولان و گروهش تی. رکس، دیوید بویی، سوییت، راکسی میوزیک و گری گلیتر اشاره کرد. در آمریکا نیز هنرمندان مطرحی نظیر آلیس کوپر، نیویورک دالز، لو رید و ایگی پاپ در این سبک فعالیت می‌کردند.